# أميمة كامل (مذيعة)

## الميلاد[1]
د / أميمة كامل هي مذيعة مصرية ولدت في 7 سبتمبر 1943 

## نبذة مختصرة[1]
تخرجت أميمة كامل من كلية العلوم - جامعة القاهرة، وكانت أول مذيعة متخرجة من كلية العلوم.. أكملت دراساتها وحصلت على الماجستير والدكتوراة خلال مشوارها الإذاعي والعلمي والثقافي.
عملت بالإذاعة عام 1965 وتدرجت في المناصب من مذيعة ومحررة ومترجمة في البرنامج العام حتي وصلت الي مدير البرامج العلمية، ثم مدير عام البرامج.
أسست أول مدرسة لتبسيط العلوم والثقافة العلمية في الإذاعة وكانت أول من أهتم بزيادة الجرعة الثقافية في برامج الإذاعة، وقامت بتدريب عدد من المذيعين علي كيفية معالجة المواد العلمية في الإذاعة وتقديمها بشكل مبسط لغير المتخصصين.
أنشأت أميمة كامل أول إدارة للبرامج العلمية بالإذاعة، فقد اهتمت ببرامج الحفاظ على البيئة حيث قدمت في التليفزيون أول برنامج بيئي متخصص وهو إنه عالم واحد.
قامت الإذاعية أميمة كامل بعدة حملات للإذاعة والتليفزيون في مناسبات بيئية عديدة مثل يوم البيئة ويوم الغذاء العالمي. والمؤتمرات الدولية كمؤتمر السكان.

## المؤهلات الدراسية[2]
1. بكالوريوس علوم - جامعة القاهرة
2. ماجستير في الكيمياء العضوية
3. الدكتوراه في الكيمياء الحيوية العلاجية من جامعة القاهرة

## الإلتحاقبالإذاعةوالتليفزيون المصري[2]
في منتصف ستينيات القرن الماضي استقبلت الإذاعة المصرية عدداً محدوداً من المذيعات والمذيعين الذين اجتازوا اختبارات قاسية لاكتشاف مستوي الثقافة التي يتمتعون بها والموهبة الخاصة التي يجب أن تتوفر في الشخص الذي يتصدي للعمل الإعلامي.
من بين المذيعات في هذه المجموعة المحدودة كانت أميمة كامل، خريجة كلية العلوم بجامعة القاهرة، في البداية التحقت كمذيعة بإذاعة «الشرق الأوسط» لبضعة شهور.. وعندما تم إنشاء مراقبة للبرامج الثقافية والخاصة بالبرنامج العام التحقت أميمة كامل بهذه المراقبة.

### تقديم برنامج «العلم والحياة» فيإذاعة البرنامج العام
بدأت نشاطها بتقديم برنامج أسبوعي تحت مسمي «العلم والحياة» وفي فترة وجيزة كان هذا البرنامج يحقق نجاحاً جماهيرياً لم يتوقعه أحد، فقد كانت الفكرة السائدة حينئذ تعتبر «العلم» من المواد غير الجذابة، ولهذا لم تغامر الإذاعة بتقديم برامج علمية.
هذا النجاح الجماهيري أثبت عملياً أن الجماهير تقبل فعلاً علي الأعمال الجادة إذا تم تقديمها بطريقة جذابة، وكان هذا هو سر نجاح برنامج «العلم والحياة»، فقد كانت أميمة كامل ( خريجة كلية العلوم ) تقدم المعلومة الموثوقة بتبسيط لا يخل وبطريقة جذابة لأنها تكشف عن أهمية هذه المعلومات العلمية في حياتنا اليومية.
هذا النجاح دفع المسئولين بالإذاعة لتقديم هذا البرنامج «العلم والحياة» يومياً بدلاً من مرة واحدة في الأسبوع، وهذا التقدير شجع أميمة كامل علي أن تقترح علي المسئولين تقديم برنامج خاص عن [ البيئة ] يناقش قضايا البيئة ومخاطر تغيير المناخ. وهذه القضايا في ذلك الوقت (نهاية الستينيات من القرن الماضي) لم يكن أحد يلتفت إليها أو يوليها اهتماماً.

### تقديم برنامج «إنه عالم واحد» فيالتليفزيون
استطاعت أن تلفت انتباه الجماهير إلي خطورة قضايا البيئة وارتباطها الوثيق بحياتنا وخاصة بالمستقبل. وطلب التليفزيون من أميمة كامل أن تقدم «تنويهات» مصورة عن قضايا البيئة عامة ومخاطر تغير المناخ خاصة.
وقدمت أميمة كامل عشرات التنويهات المبهرة علي شاشتي القناتين الأولي والثانية ولفتت هذه التنويهات انتباه الجماهير العريضة، ونتيجة لهذا التجاوب الجماهيري الواسع كلفها التليفزيون بتقديم برنامج أسبوعي عن البيئة اختارت له اسم «إنه عالم واحد» وقدمت مئات الحلقات علي شاشات التليفزيون المصري بالتوازي مع نشاطها الأساسي في تقديم برنامج «العلم والحياة» في البرنامج العام.

### تقديم برنامج «علماء في دائرة الضوء» فيإذاعة البرنامج العام
هذا النشاط الواسع فتح شهية أميمة كامل لتقديم المزيد من البرامج العلمية، فقدمت برنامج «علماء في دائرة الضوء» وهو البرنامج الذي تعتبره المحافل العلمية توثيقاً صوتياً للقمم العلمية المصرية في مختلف مجالات العلم.

### إخراج مسلسل «نافذة علي المعرفة» فيإذاعة البرنامج العام
تواصل العطاء السخي والهادف لنشر الثقافة العلمية جماهيرياً، واستطاعت أن تقنع مدير الإذاعة باستخدام «الدراما» لنشر هذه الثقافة بين الجماهير العريضة التي تتابع مسلسلات الإذاعة الشهيرة في ذلك الوقت (كانت تذاع بعد نشرة الخامسة مساء)، حيث قدمت مسلسل «نافذة علي المعرفة» من تأليف إيهاب الأزهري ومن إخراجها الذي يقدم كماً هائلاً من المعلومات العلمية من خلال الأحداث الدرامية الجذابة.

### مدير عام البرامج العلميةبإذاعة البرنامج العام
تم إسناد منصب مدير عام البرامج العلمية في البرنامج العام لأميمة كامل.

### تقديم برنامج «العالم في 30 دقيقة»
لم يؤثر منصبها الإداري علي عطائها الفني بل زادت عليه بتقديم برامج فنية من أبرزها «العالم في 30 دقيقة» من إعداد الأستاذ محمد سلماوي.

### تقديم برنامج «شارع الأيام»
كانت صاحبة ذائقة موسيقية متميزة فقد قدمت برنامج عن تطور الغناء تحت مسمي «شارع الأيام».

### رئيس للشبكة الثقافيةبالإذاعة
تم اختيارها كرئيس للشبكة الثقافية بالإذاعة، فأحدثت نقلة نوعية هائلة في الخدمات التي تقدمها هذه الشبكة شكلاً وموضوعاً.
وتضم هذه الشبكة الإذاعات الموجهة باللغتين الإنجليزية والفرنسية والبرنامج الثقافي (البرنامج الثاني سابقاً) والبرنامج الموسيقي.
وظلت بعد إحالتها إلي المعاش تقدم برنامجها «علماء في دائرة الضوء» إلي أن قرر المسئولون في وزارة الإعلام وقف البرامج بعد ثورة يناير ؟!

## العطاء الأكاديمي العلمي[2]
هذا النشاط المهني وتحمل المسئولية الإدارية كمدير عام للبرامج العلمية لم يمنعها من مواصلة الدراسة العليا والبحوث في مجال العلوم فكانت تواصل هذه الدراسة بالمركز القومي للبحوث حتي حصلت علي درجة الماجستير في الكيمياء الحيوية واستمرت في الدراسة حتي حصلت علي درجة الدكتوراة في فلسفة العلوم.

## التأليف والترجمة[2]
1- كتاب مشاكل طفلك الأول (تأليف) الناشر دار القلم لبنان 1974.
2- كتاب الإقرار العالمى (ترجمة) الناشر دار البستاني للنشر.

## الجوائز[2]
1- جائزة الدولة لتبسيط العلوم 1989.
2- جائزة أكاديمية البحث العلمي للتوعية البيئية 1999.
3- جائزة عالم الشهرة الأمريكية لمجلس العلوم 1992.
4- جائزة الأمم المتحدة للبيئة عن برنامج الأوزون (حارس الأرض الأمين).
5- درع منظمة الصحة العالمية عن جهودها لرفع الوعي الصحي 2004.

## العضوية في المجالس واللجان العلمية المتخصصة[2]
رغم مسئولياتها الوظيفية والعائلية كانت حريصة علي أن تكون عضواً نشطاً في اللجان العلمية المتخصصة، فقد كانت عضواً في اللجان العلمية في المجالس القومية المتخصصة، وفي أكاديمية البحث العلمي وفي المجلس الأعلي للثقافة، بالإضافة إلي عضوية لجان التحكيم التي تختار كتب الأطفال المترجمة.

## شكلت جمعية لحماية المستهلك[2]
لم تستسلم بعد قرار المسئولون في وزارة الإعلام وقف برنامجها وذلك عقب ثورة يناير، وقررت المساهمة في العمل العام بنشاط يتصل اتصالاً وثيقاً بتخصصها العلمي فشكلت جمعية لحماية المستهلك تركز علي ملاحقة كل ما يسبب أضراراً مباشرة بصحة الإنسان خاصة الأطفال مثل مكسبات الطعم والرائحة.. والتبصير بالأضرار الصحية لكثير من المنتجات الغذائية المصنعة.

## الوفاة
توفيت في 18 يوليو 2016.